# Wereldkampioenschappen openwaterzwemmen 2022 - 25 kilometer mannen
De 25 kilometer openwaterzwemmen voor mannen tijdens de wereldkampioenschappen openwaterzwemmen 2022 vond plaats op 30 juni 2022 in het Lupameer bij Boedapest.

## Uitslag
| Rang   | Naam                  | Land             | Tijd      |
| ------ | --------------------- | ---------------- | --------- |
| Goud   | Dario Verani          | Italië           | 5:02.21,5 |
| Zilver | Axel Reymond          | Frankrijk        | 5:02.22,7 |
| Brons  | Péter Gálicz          | Hongarije        | 5:02.35,4 |
| 4      | Marcel Schouten       | Nederland        | 5:02.46,7 |
| 5      | Kyle Lee              | Australië        | 5:02.48,5 |
| 6      | Lars Bottelier        | Nederland        | 5:02.51,6 |
| 7      | Matteo Furlan         | Italië           | 5:02.53,8 |
| 8      | Ákos Kalmár           | Hongarije        | 5:03.52,1 |
| 9      | Cho Cheng-chi         | Chinees Taipei   | 5:04.18,7 |
| 10     | Alberto Martínez      | Spanje           | 5:04.22,5 |
| 11     | Andreas Waschburger   | Duitsland        | 5:04.47,8 |
| 12     | Simon Lamar           | Verenigde Staten | 5:06.15,3 |
| 13     | Ben Langner           | Duitsland        | 5:06.19,1 |
| 14     | Taishin Minamide      | Japan            | 5:09.26,1 |
| 15     | Asterios Daldogiannis | Griekenland      | 5:09.26,3 |
| 16     | Bailey Armstrong      | Australië        | 5:09.40,3 |
| 17     | Evgenij Pop Acev      | Noord-Macedonië  | 5:13.52,8 |
| 18     | Zhang Jinhou          | China            | 5:14.04,7 |
| 19     | Sacha Velly           | Frankrijk        | 5:20.42,3 |
| 20     | Vitaliy Khudyakov     | Kazachstan       | 5:23.10,4 |
| –      | Franco Cassini        | Argentinië       | DNF       |
| –      | Elliot Sodemann       | Zweden           | DNF       |
| –      | Joey Tepper           | Verenigde Staten | DNF       |
| –      | Bruce Almeida         | Brazilië         | DNF       |
| –      | Maximiliano Paccot    | Uruguay          | DNF       |
| –      | Daniel Delgadillo     | Mexico           | DNS       |